# Christopher Cairns
Christopher Cairns, né le 21 juin 1957, est un skipper australien.

## Carrière
Christopher Cairns participe aux Jeux olympiques de 1984 à Los Angeles et remporte la médaille de bronze dans l'épreuve du Tornado.